# Thysanocroce damarae
Thysanocroce damarae är en insektsart som först beskrevs av Robert McLachlan 1898. 
Thysanocroce damarae ingår i släktet Thysanocroce och familjen Nemopteridae. Inga underarter finns listade i Catalogue of Life.